# محمد النواوى
محمد النواوي، هو الرئيس السابق لمجلس  إدارة للمصرية للاتصالات منذ سبتمبر 2012 حتي مايو 2015 
تم إقالته يوم 27 مايو 2015 بعدما أصدر المهندس إبراهيم محلب، رئيس مجلس الوزراء، القرار رقم 1372 لسنة 2015 بتعيين كل الدكتور محمد عبد القادر محمد سالم، المهندس طارق محمد محيى الدين عبد العزيز أبو علم، الدكتورخالد محمود سيد أحمد شريف، اللواء أ.ح احمد عبد الحميد عبد السلام المهندس السيد محمد السيد الدسوقي المهندس أسامة فؤاد ياسين، الدكتور اسكندر عادل اسكندر طعيمة، أعضاء ممثلين للحكومة في مجلس إدارة الشركة المصرية للاتصالات.

## حياته العملية
في يناير 1992 أسس شركة إن تتش لخدمات الاتصالات والتي تخصصت في تقديم خدمات الإنترنت محليا، وشغل بها منصب رئيس مجلس الإدارة والعضو المنتدب للشركة حتى أبريل 2000، عمل بعهدها استشاري الجهاز القومي لتنظيم الاتصالات، وفي نوفمبر 2001 شغل منصب رئيس مجلس إدارة والعضو المنتدب لشركة تي إي داتا إحدى الشركات التابعة للشركة المصرية للاتصالات والمتخصصة في خدمات الإنترنت ونقل البيانات.
في نوفمبر 2006، عين نائب الرئيس التنفيذي للدولي والمشغلين والشئون التنظيمية، وفي أبريل 2009، نائب رئيس مجلس إدارة الشركة لشئون الكابلات البحرية.

## الحياة الشخصية
حاصل على بكالوريوس الحاسب الآلي من الجامعة الأمريكية بالقاهرة وماجستير في القانون. متزوج من ابنة كمال أبو المجد، وعديل إبراهيم المعلم.